# Dialium orientale
Dialium orientale är en ärtväxtart som beskrevs av Baker f. Dialium orientale ingår i släktet Dialium och familjen ärtväxter. IUCN kategoriserar arten globalt som nära hotad. Inga underarter finns listade i Catalogue of Life.